# Nye Huis
Het Nye Huis was een kasteel in de Nederlandse stad Culemborg, provincie Gelderland. Restanten van het kasteel zijn nog zichtbaar als onderdeel van de middeleeuwse stadsmuur aan de westzijde van het oude centrum.

## Geschiedenis
Culemborg kreeg in 1318 stadsrechten van Johan van Beusichem, heer van Culemborg. Al snel werd begonnen met de aanleg van een stadsmuur. Aan de westzijde van het stadscentrum werd het Nye Huis gebouwd, waarvan de westelijke buitenmuur werd opgenomen in de nieuwe stadsmuur. Johan liet het Nye Huis bouwen voor Hubert, de oudste zoon uit zijn eerste huwelijk. Zelf bleef Johan in het oude kasteel wonen, samen met de kinderen uit zijn tweede huwelijk. Dit kasteel lag naar verwachting ten westen van Culemborg, tegenover de stadsmuur en het Nye Huis. Dat zou ook verklaren waarom het Nye Huis bereikbaar was via een houten toegangsbrug over de stadsgracht: deze brug was dan een snelle verbinding tussen beide kastelen. Tevens was de stadsmuur tussen het Nye Huis en de noordelijker gelegen Goilberdinger Poort met opzet zwakker uitgevoerd, vermoedelijk om geen bedreiging te vormen voor het oude kasteel. 
In 1322 liet Hubert, die inmiddels zijn vader had opgevolgd als heer van Culemborg, het Nye Huis aan de noordzijde uitbreiden. In 1331 droeg Hubert het Nye Huis op aan de graaf van Gelre.
In 1357 verwoestte Albrecht van Beieren het oude kasteel van Culemborg. De stadsmuur tussen het Nye Huis en de Goilberdinger Poort werd hierna afgebroken en herbouwd, maar dit keer als volwaardige stadsmuur, met een reguliere hoogte en dikte.
Nog vóór 1415 moet er brand hebben gewoed in het Nye Huis, want in een document uit dat jaar wordt verzocht of de restanten van het verwoeste huis afgebroken kunnen worden. Tien jaar later vermelden de stadsrekeningen dat de straten van Culemborg worden verhard met baksteenpuin van het Nye Huis. Omdat het Nye Huis deel uitmaakte van de stadsmuur, bleef de westelijke buitenmuur van het huis gehandhaafd.
Het terrein bij het Nye Huis werd in 1430 geschonken om er een klooster te bouwen. Hoewel het terrein nog enige tijd de naam Ten Heyligen Leven droeg, is er waarschijnlijk geen klooster gebouwd. In 1560 werd het Elisabeth Weeshuis op deze plek gebouwd en sindsdien maakt de stadsmuur met de restanten van het Nye Huis deel uit van de tuin van het weeshuis.

## Bouwbeschrijving
Het Nye Huis was in aanvang een rechthoekig zaalgebouw met een overwelfde kelder. De afmetingen bedroegen circa 22 bij 11 meter. De noordelijke aanbouw uit 1322 was eveneens onderkelderd en was circa 10 bij 10 meter groot. Waarschijnlijk werd het kasteeltje afgedekt door een zadeldak tussen trapgevels. Over een eventuele muurindeling binnenin het gebouw is niets bekend. 

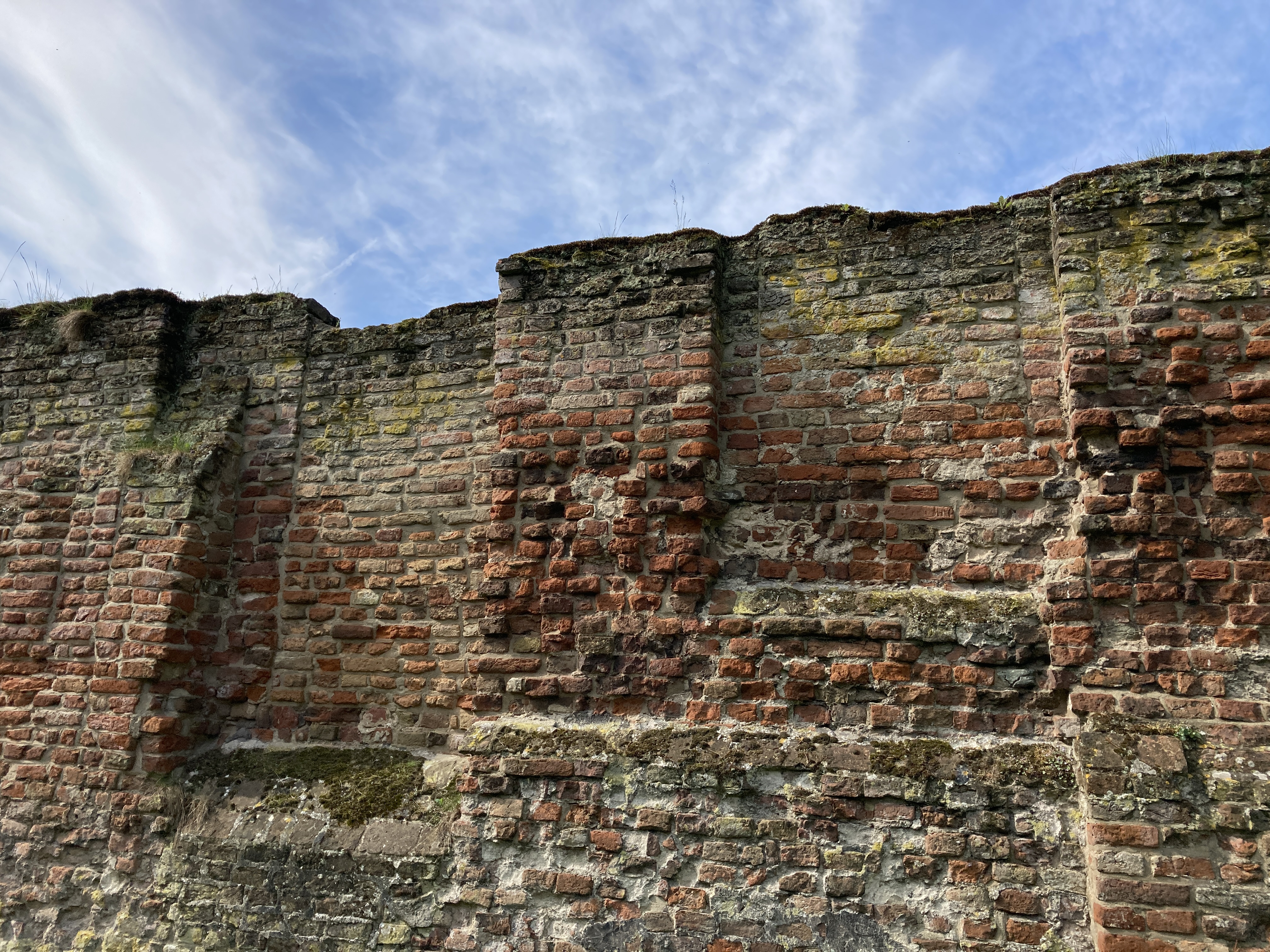
Dichtgemetselde toegang en venster

### Bouw vanaf 1318
In de eerste bouwfase, die kort na 1318 van start ging, werd de onderbouw van zowel de stadsmuur als het kasteeltje gemetseld. Deze onderbouw vormde één geheel. Opvallend is dat de stadsmuur aan de noordzijde niet aansloot op de westelijke buitenmuur van het huis: de noordwesthoek van het huis stak naar buiten toe uit en de stadsmuur sloot aan op de noordelijke buitenmuur van het huis. 
Waarschijnlijk volgde hierna een bouwonderbreking, wellicht vanwege een seizoensstop. Na deze onderbreking werd het huis verder afgebouwd en kreeg het aan de grachtzijde vier vensters en een toegang die via een houten brug bereikbaar was. Vervolgens werd de stadsmuur ten zuiden van het huis afgebouwd tot een hoogte van circa 4,5 meter. De muur werd voorzien van kantelen en moordgaten.
Ook de stadsmuur aan de noordzijde van het huis werd nu afgerond, maar die was met 2,3 meter hoogte aanzienlijk lager dan de rest van de stadsmuur. Ook werd het noordelijke deel minder dik uitgevoerd. Vermoedelijk diende de noordelijke muur vooral als afscheiding en minder als verdedigingsmiddel. Dit zou verband kunnen houden met de vermoede aanwezigheid van het eerste kasteel van Culemborg aan de westzijde van de stad: dat maakte het minder noodzakelijk om de stadsmuur op deze locatie stevig uit te voeren. Ook kon een eenvoudiger muur geen bedreiging vormen voor het kasteel, mocht de stad zich tegen de heer van Culemborg keren.

### Uitbreiding in 1322
In de tweede bouwfase werd het Nye Huis in noordelijke richting uitgebreid. Dit gebeurde waarschijnlijk al in 1322, onder het bewind van Hubert. Een klein stuk van de stadsmuur aan de noordzijde werd vervangen door de vierkante aanbouw, die iets smaller was dan de rest van het huis. Net als het oorspronkelijke huis stak ook de aanbouw enigszins naar buiten, waardoor de stadsmuur de opvallende knik behield.
Onderdeel van de uitbreiding was een waterput.

### Versterking van de stadsmuur aan de noordzijde
Na de verwoesting van het buiten de stad gelegen oude kasteel in 1357 door Albrecht van Beieren werd de stadsmuur tussen het Nye Huis en de Goilberdinger Poort opnieuw opgetrokken, maar nu met een gebruikelijke dikte en tot een hoogte van 5 meter. De toegang die in het Nye Huis zat, werd dichtgemetseld. De toegangsbrug was dus ook verdwenen: deze zal immers geen nut meer hebben gehad nu het oude kasteel was verwoest.

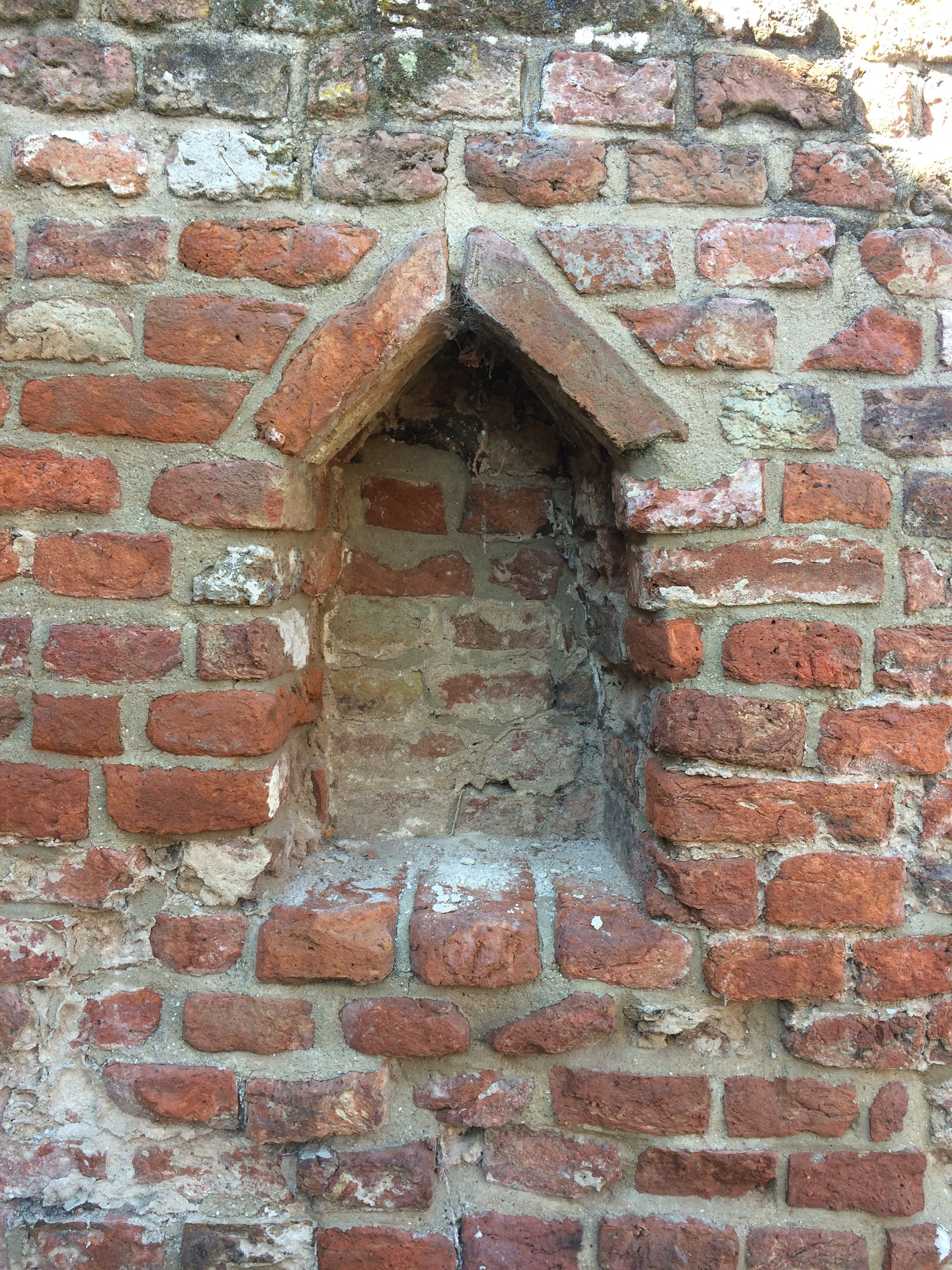
Kaarsnis

### Afbraak van het Nye Huis
In 1415 kwam het verzoek om het Nye Huis te mogen afbreken. Kennelijk was kort daarvoor het kasteeltje afgebrand en stond er alleen nog een ruïne. Bij de afbraak van de ruïne bleef de westelijke buitenmuur gehandhaafd, aangezien deze deel uitmaakte van de stadsmuur. Wel werd de oude kasteelmuur op gelijke hoogte gebracht met de rest van de stadsmuur, zodat er één geheel ontstond. Hierbij bleven delen van de vensters behouden; deze werden met bakstenen dichtgemetseld.
In de eerste helft van de 16e eeuw volgden nog diverse aanpassingen aan de stadsmuur. Zo verdwenen de kantelen en werd de muur enigszins opgehoogd. Met de bouw van het Elizabeth Weeshuis in 1560 werd de stadsmuur de afscheiding voor de weeshuistuin.
In de stadsmuur werden in de loop der tijd nieuwe doorgangen aangebracht en de binnenzijde werd teruggekapt, waardoor de muur een halve tot een hele steen dunner werd. Deze verslechteringen van de muur leidden ertoe dat het stadsbestuur besloot om strenge straffen in te stellen op het verder aantasten van de stadsmuren.

## Huidige situatie
In de 21e eeuw is een groot deel van de Culemborgse stadsmuren behouden gebleven. Van het Nye Huis zijn in de tuin van het Elisabeth Weeshuis de restanten te zien van de westelijke buitenmuur die nog steeds deel uitmaakt van de stadsmuur. De dichtgemetselde vensters en deuropening zijn eveneens zichtbaar, net als een kaarsnis.
De muurresten zijn geclassicifeerd als rijksmonument.
Aalst · Aardenburg · Acquoy · Aerdt · Agistaldaburg · Ahof · Aldenhaag · Aller · Ambe · Ammersoyen · Ampsen · Andelst · Angeroyen · Appelburg · Appelse walburg · Appeltern · Arler · Baak · Babberich · Baer · Baerle · Bakerbosch · Balgoij · Barlham · Batenburg · Beek · Beerenclaauw · Bemmel · Bevervoorde · Bergh · Biljoen · Bingerden · Blankenborg (Laren) · Blankenborg · Blauwe Huis · Blokhuis (Ravenswaaij) · Boelenham · Boetselaersborg · Borculo · Boswaai · Brakel · Den Brakel · Den Bramel · Bredevoort · Broekhuizen · Bronkhorst · Bruchem · Bruinhorst · Brunsberg · Bulkestein · Bunswaard · Burcht van Tiel · Buren · De Buurse · Byland · Byvanck · Caetshage · Camphuysen · De Cannenburch · de Cloese · Coldenhove · Culemborg · Dedinckweerd · Delwijnen · Didam · Diepenbroek · Hof te Dieren · Huis Dijck · Dikke Tinne · Doddendaal · Dodewaard · Doornenburg · Doornik · Doorwerth · Dooyenburg · Dorth · Doseburg · Drakenburg · Dreumel · Druten · Duivelshuis · Eerbeek · De Ehze · Elburg · Eldrik · Emmerik · Engelenburg · Groot Engelenburg · Engelrode · Enghuizen · Enspijk · De Essenburgh · Essenpas · Est · Fokkinck · Gameren · Geerestein · Geldermalsen · De Gelderse Toren · Geldersweerd · Gellicum · Gendt · Gennepestein · Glindhorst · Goudenstein · ‘s-Grevenhoef · Groot Hell · Groenlo · Groesbeek · Huis te Groesbeek · Grunsfoort · Gulden Spijker · Hackfort · Hackforts Veenhuis · Hagen · Hagevoort · Hamerden · Hanepol · Harreveld · Harslo · Hassink · Het Haveke · Hedel · Heeckeren · De Heegh · Hees · De Heest · Hellouw · Hemmen · Hernen · Motte van Hernen · Heumen · Heusden · Hoekelum · Hoekenburg · De Hoeve · De Hof · Hof d'Ooy · Hof van Arkel · Huis het Holt · Holthuis · Het Holtslag · Ter Horst · Houberg · St. Hubertus · Huissen · Hulhuizen · Hulkestein · Hulsen · Hunneschans bij De Duno · Hunneschans bij Uddel · Jonker Bloo · 't Joppe · De Kamp · Karssenberg · Kemnade · Keppel · Kermestein · Kernhem · Kervel · Kiefskamp · De Kinkelenburg · Klein Enghuizen · Kleverburg · Kortenhoeve · Laag Helbergen · Lakenburg · Landfort · Langen · Latenstein · De Lathmer · Lathum · Ter Lede · Leegpoel · Leemcuyl · Leeuwen · Leeuwenbergh · Lensenburg · Lent · Leur · Leuvenum · Leyenburg · Lichtenvoorde · Lievenstein · Loenen · Loevestein · Loil · Loowaard · Luynhorst · Hof te Maasbommel · Magerhorst · Malburgen · Malderburcht · Malsen · Manhorst · Marhulsen · De Marsch · Marveld · Mathena · Maurik · Medel · Medestein · 't Medler · Meinerswijk · De Mellard · Mensink · Mergelp · Meteren · 't Meyerink · Middachten · Millingen · Mussenberg · Nagelhorst · Nederhagen · Nederhemert · Neerijnen · Huis Neerijnen · De Nesch · Nettelhorst · Nieuwe Blokhuis ·  Nijburg · Nijenbeek · Old Putten · Notenstein · Nye Huis · Olde Spijker · Oldenaller · Oldenhof (Driel) · Oldenhof (Heteren) · De Ooij · Oolde · Oud Oolde · Oosterhout · Ophemert · Opijnen · Oud Ampsen · Oude Blokhuis · Het Oude Loo · Oude Voorst · Oudenborch · Oud-Wisch · Huis te Overasselt · Overeng · Overhagen · Overlaar · 't Oye · Palmestein · De Parck · Persingen · Plekenpol · Ploen · Pluimenburg · Poederoijen · Poelwijck · Poelwijk · De Pol (Dreumel) · Huis de Poll (Huis te Gietelo) · De Poll (Huissen) · Pollenbering · Pollenstein · Puttenstein · Het Raasink · Ravenhorst · De Rees · Ressen · Reuversweerd · Reygersfoort · Rhijnestein · Huis Rijswijk · Rode Toren · Roode Wald · Rosande · Rosendael · Rossum · Rumpt · Ruurlo · Rijsselt · Schadewijk · Schaffelaar · Scherpenzeel · Schoonbroek · Schoonderbeek · Schoonenburg · Schuilenburg · Schuilkerke · Hof te Seelbeek · Sevenaer I · Sevenaer II · Sinderen (Oude IJsselstreek) · Sinderen (Voorst) · Slangenburg · Sleeburg · Slimsijp · De Snor · Soelen · Spaansweerd · Spaldorp · Spijk · Staverden · Sterkenburg · Swanepol · Tarthorst · Teisterbant (Kerk-Avezaath) · Teisterbant (Kerkdriel) · Ter Dicke · Tolhuis · Tolhuis (Tiel) · Tollenburg · Tongerlo · Toren van Wely · Tuil · Ubbergen · Uilenburg (Ewijk) · Uilenburg (Heteren) · Ulenpas · Ulft · Upladen · Valburg · Valkhofburcht · Valkhofpalts · Vanenburg · Varik · Hof te Varsseveld · 't Velde · Velhorst · Verwolde · Vierakker · De Voorst · Voorstonden · Vorden · Vosbergen · Vredenburg · Vredestein (Driel) · Vredestein (Ravenswaaij) · Vuren · Waardenburg · Waddestein · Wadenoijen · Waede · Wageningen · Walfort · 't Waliën · De Wardt · Watergoor · Watermeerwijk · Wayenstein (Huis te Herwijnen) · Well (Huis van Malsen) · Weijenrade · Westenburg · Westerholt · Weurt · De Wiersse · Wijenburg (Echteld) · De Wildenborch · De Wildt · Wilp · Wilperhorst · Winssen · Wisch · Wychen · Wolfswaard · Woolbeek · Yrst · IJzendoorn · Zeeland · Zilveren Spijker · Zuilichem · Zwaluwenburg · Zwanenburg (Heerde) · Zwanenburg (Megchelen)